# Шолу, Катрин
Катрин Шолу (фран. Catherine Chauloux) — французская художница.

## Биография
Катрин Шолу родилась в Нанте, на западе Франции в 1957 году. Катрин не имеет профессионального художественного образования, что не помешало ей стать известной. Она вдохновляется творчеством художников эпохи Возрождения, в частности итальянской и фламандской живописью. На начальных этапах своего творчества Катрин увлекалась фэнтези, поэтому на её картинах можно найти причудливые мотивы и будоражащих воображение героев. После увлечения историей Востока и путешествия по пустыне, Катрин начинает тяготеть к ориентализму и большему, в сравнении в первыми своими работами, реализму. Стиль Катрин можно охарактеризовать как лирический, смешивающий в себе юмор, свежесть и изысканность. Уже более 25 лет Катрин принимает участие в различных выставках во Франции и за рубежом. В настоящее время Катрин Шолу живёт и работает в Нанте.
«Катрин Шолу: выставка, которая перенесет ваше воображение в неизвестную страну
Раскрыть свое воображение — это интимный и щедрый шаг. Большинство из нас скрывает от других свое истинное лицо. Лишь проходя через стыд или, что ещё хуже, позор, мы находим в себе силы признаться в своих фантазиях.
К счастью, некоторым художникам удается преодолеть пределы, задействовать в своих работах всю силу своего воображения. Катрин Шолу прошла эту „школу“. Также под солнцем Марракеша она представила и сочинила свои последние полотна. Эти работы одновременно уникальны и при это связаны единой „творческой нитью“.
Художница раскрывает перед нами свои мечты, видения, миры. Фантастические миры, которые нельзя разместить на карте, и в которых персонажи живут вдали от посторонних глаз. Катрин Шолу открывает двери этих странных стран прямо из своего свободного духа. Мы встречаем особенных куртизанок, „авантюрных гениев“, красочные и странные пародии …
Мы сказали „странные“? Да, определённо. И к лучшему. Это переполняющее воображение очарует вас ещё больше, освободит ваши желания, разрушит границы между реальностью и фантазиями, чтобы умчать вас далеко, далеко от повседневной жизни».

Галерея Sakah
«Сумасшедший, как Брейгель, такой же изобретательный, как Леонардо да Винчи, такой же странный, как необычные машины Франсуа Деларозьера, мир Катрин Шолу дышит свободой, фантазией и талантом.»

Журнал Ladepeche.fr

## Выставки
Постоянные выставки:
• Галерея Le prince noir — Динар, Франция.
• Галерея Le croissant de lune — Ландерно, Франция.
• Галерея Sakah — Тулуза, Франция.
• Галерея Le passage de la cadene — Сент-Эмильон, Франция.
• Галерея L’hotel de saulx — Бон, Франция.
• Галерея Lacroix — Квебек, Канада.